# St. Georg und Michael (Göggingen)

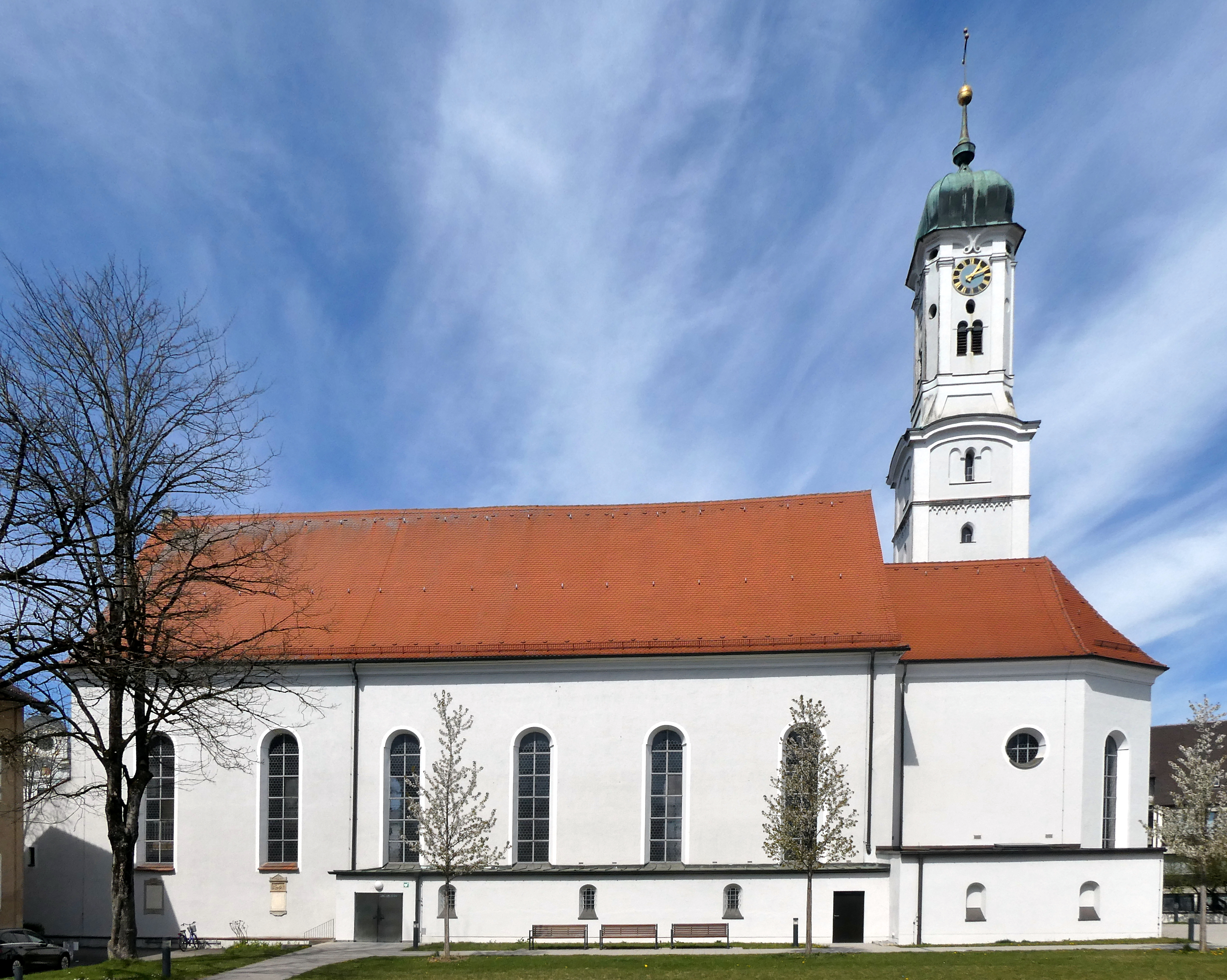
St. Georg und Michael

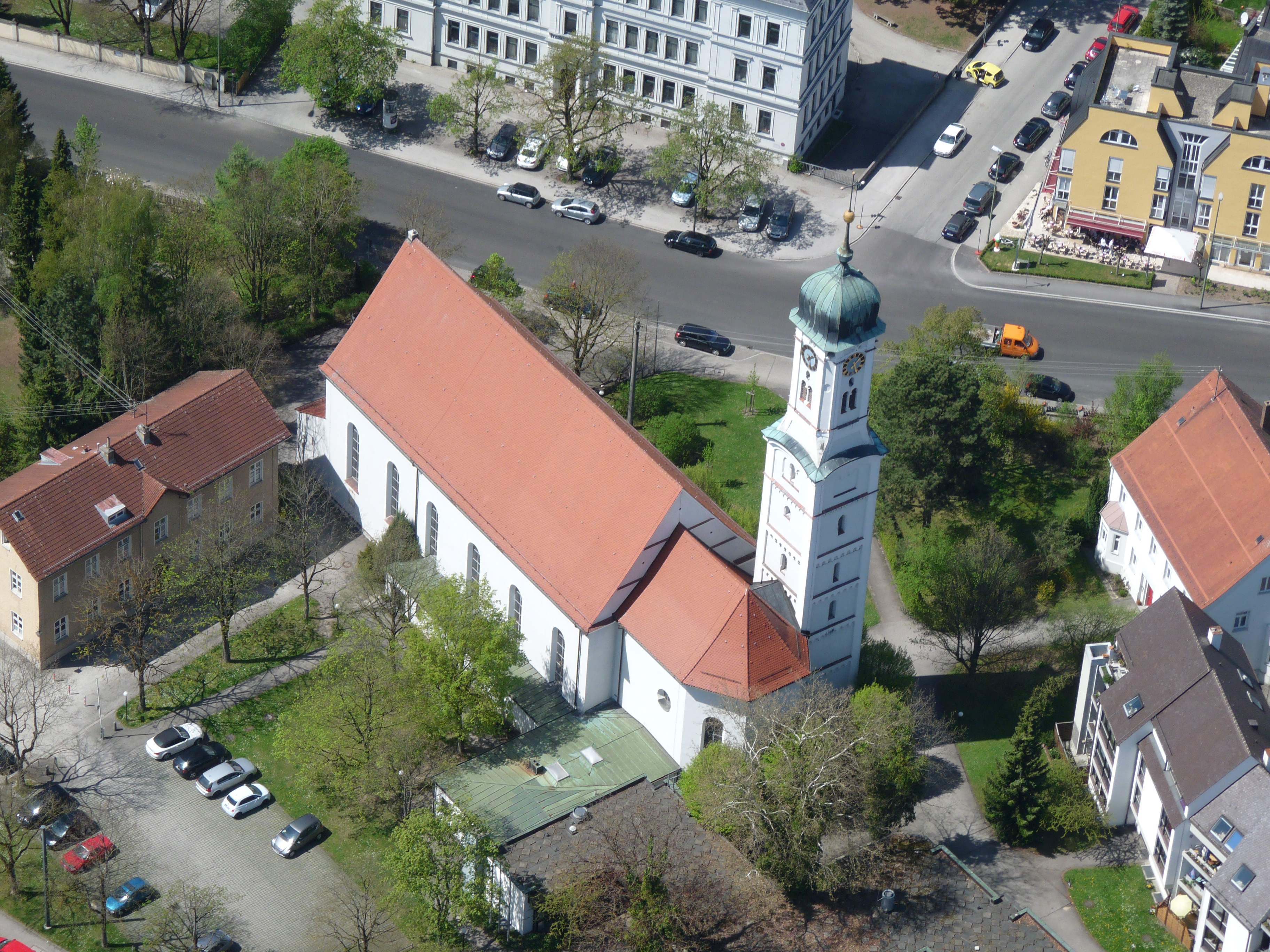
Luftbild der Kirche

St. Georg und Michael ist eine römisch-katholische Pfarrkirche im Zentrum des Augsburger Stadtteils Göggingen. Die Kirche ist als Baudenkmal geschützt und mit der Nummer D-7-61-000-555 registriert. Benachbart liegt die evangelische Dreifaltigkeitskirche.

## Geschichte

Innenansicht mit Blick zum Chor

Altarraum

Orgelempore

Die Ersterwähnung von Göggingen erfolgte 969, als Bischof Ulrich von Augsburg, Liegenschaften in Göggingen dem neu gegründeten Frauenkloster St. Stephan schenkte. Die Existenz einer Kirche ist seit dem Anfang des 11. Jahrhunderts sicher belegt. Das Patronatsrecht über die älteste Pfarrei von Göggingen gehörte seit dem Jahre 1006 dem Kloster St. Ulrich und Afra. Seit 1764 besaß es das Hochstift Augsburg, inkl. dem Hoch- und Niedergericht. Das Zehntrecht blieb bis zur Säkularisation 1802 in Händen des Klosters. Zur Pfarrei gehörte außerdem der 1808 nach Göggingen eingemeindete Weiler Radau. Die Vorgängerkirche aus dem 13. bis 15. Jahrhundert existierte an gleicher Stelle bis zum Anfang des 18. Jahrhunderts. Von ihr blieb der Turmunterbau erhalten. Die untersten quadratischen Geschosse stammen aus der zweiten Hälfte des 13. Jahrhunderts, der Übergangsperiode vom romanischen zum gotischen Stil und wurden im 15. Jahrhundert um zwei Geschosse aufgestockt. Auf Grund von Baufälligkeit und Platzmangel des älteren Gotteshauses richtete die Gemeinden Göggingen und Radau ein Schreiben an den Augsburger Domdechanten und Archidiakon von Gutenberg: 

„dass des lieben heiligen Ritters Georgii Pfarr-Gotteshaus und Kirchen in solchem geringen, schlechten und paufälligen Stande sich findet, welchen sie nit genuegsam darlegen können, allermassen diese Kirchen um ein Mörkliches zu klein, und kümmerlich 2/3 der Pfarrkinder fasset, zu deme wegen in gelegener Tüefen und Fünstern mehrers einem Keller als Kirchen ähnlich, wie dann solche im Eingang mit einigen Stapflen abwerts, und uffm Chor allein mit einem kleinen Fenster versehen, derowegen eine grosse Feichtigkeit und Ungesundheit von selbsten gnädig vermuthet werden kann.“

Die Kirche wurde 1713 als Saalbau mit eingezogenem Chor unter Verwendung des aus dem 13. und 15. Jahrhundert stammenden Turmuntergeschosses errichtet. Das Obergeschoss des nordseitigen Turms wurde 1736 durch den Baumeister Joseph Meitinger mit Zwiebelhaube errichtet. Es geht auf einen Riss von dem Baumeister Franz Xaver Kleinhans zurück. Mitte des 18. Jahrhunderts wurden der Stuck durch Matthias Lotter aus Augsburg sowie der Chorbogen geschaffen. 1745 wurde eine Armseelenbruderschaft und 1888 eine Herz-Mariä-Bruderschaft gegründet. 1780 erfolgte eine Erneuerung des Inneren. 1925 wurde das Langhaus nach Plänen das Architekten Michael Kurz nach Westen hin verlängert. In der Nachkriegszeit erhielt der Kirchturm drei neue Glocken. Nachdem in den 1970er Jahren im Zuge der Errichtung des benachbarten Gemeindezentrums die Sakristei vergrößert und an dieses angeschlossen wurde, wurde dieser Anbau im Zuge des Neubaus des Gemeindezentrums 2017 bis 2018 wieder entfernt, so dass die Kirche von außen wieder in der Ausbaustufe von 1925 zu sehen ist. 

## Ausstattung
Der Hochaltar in neubarocken Formen wurde 1928 von Anton Hörmann aus Babenhausen mit einem Altarblatt von Otto Hämmerle aus München geschaffen. Die modernen Hauptfiguren hl. Georg und hl. Michael stammen von Josef Konrad aus Reicholzried. Die beiden Seitenaltäre stammen sehr wahrscheinlich vom einheimischen Schreiner Joseph Einsle von etwa 1750 und wurden 1856 restauriert und teilweise erneuert. Deren Altarblätter malte 1856/57 der Nazaräner Joseph Korber neu. Der Taufstein aus Rotmarmor wurde 1739 erworben. Die Deckenbilder wurden bei der Restaurierung von 1962/63 übertüncht.